# Acraea siabona
Acraea siabona är en fjärilsart som beskrevs av Suffert 1904. Acraea siabona ingår i släktet Acraea och familjen praktfjärilar. Inga underarter finns listade i Catalogue of Life.